# Andrena producta
Andrena producta är en biart som beskrevs av Warncke 1973. Andrena producta ingår i släktet sandbin, och familjen grävbin. Inga underarter finns listade i Catalogue of Life.